# 오노촌 (야마구치현 구마게군)
오노촌(大野村)은 야마구치현 구마게군에 설치되었던 촌이다. 현재의 히라오정에 해당한다.